# Герасимова, Екатерина Андреевна
Екатерина Андреевна Герасимова (род. 20 февраля 1987) — российская футболистка, игрок в мини-футбол и пляжный футбол, вратарь.

## Биография
В большом футболе выступала за клуб «Нева» (Санкт-Петербург), с 2003 года играла в первом дивизионе, где дважды была бронзовым призёром (2003, 2004), а в 2005 году провела 4 матча в высшем дивизионе.
В мини-футболе также играла за «Неву» в региональных и городских турнирах. В 2017 году стала победительницей первенства МРО «Северо-Запад» и признана лучшим вратарём соревнований. В сезоне 2017/18 выступала в первом дивизионе России за московский РГАУ-МСХА, также играла за «Среднерусский банк» в неофициальных турнирах.
В пляжном футболе неоднократно участвовала в финальных турнирах чемпионата России в составе клуба «Нева»/«Кристалл-Нева»/«Нева-СИТИ». Чемпионка России 2016 года, серебряный призёр 2012, 2013 и 2014 годов. Лучший вратарь чемпионата России 2016 года. В 2017 году принимала участие в Кубке европейских чемпионов (6 матчей), команда заняла четвёртое место. В 2018 году участвовала в чемпионате России в составе клуба «Альфа-09» (Калининград) и стала бронзовым призёром чемпионата, по одним данным — сыграла 2 матча, по другим — не выходила на поле. Также много лет участвовала в соревнованиях городского уровня в Санкт-Петербурге.